# Доробанцу (комуна, Тулча)
Доробанцу (рум. Dorobanțu) — комуна у повіті Тулча в Румунії. До складу комуни входять такі села (дані про населення за 2002 рік):
- Ардялу
- Доробанцу (937 осіб) — адміністративний центр комуни
- Киржеларі (571 особа)
- Мештеру (203 особи)
- Финтина-Ойлор (77 осіб)

Комуна розташована на відстані 182 км на схід від Бухареста, 47 км на південний захід від Тулчі, 91 км на північ від Констанци, 55 км на південь від Галаца.

## Населення
За даними перепису населення 2002 року у комуні проживали 1788 осіб, усі — румуни. Усі жителі комуни рідною мовою назвали румунську.
Склад населення комуни за віросповіданням:
| Релігія        | Кількість осіб | Відсоток |
| -------------- | -------------- | -------- |
| православні    | 1787           | 99,9%    |
| греко-католики | 1              | 0,1%     |

## Зовнішні посилання
- Дані про комуну Доробанцу на сайті Ghidul Primăriilor